# 岡崎市立矢作北中学校
岡崎市立矢作北中学校（おかざきしりつ やはぎきたちゅうがっこう）は、愛知県岡崎市東大友町にある公立中学校。

## 概要
岡崎市立矢作中学校の過大化にともない、1976年から中学校新設が議論され、1981年4月に設立された。校内には東大植物園から贈られたアイザック・ニュートンの生家ゆかりのリンゴの苗が植樹されている。
| 調査日       | 生徒数 | 通常学級 | 特別支援学級 | 出典  |
| ------------ | ------ | -------- | ------------ | ----- |
| 2013年4月8日 | 840人  | 23       | 2            | [ 2 ] |
| 2019年5月1日 | 863人  | 24       | 5            | [ 3 ] |
| 2020年5月1日 | 858人  | 23       | 5            | [ 4 ] |
| 2021年5月1日 | 870人  | 23       | 5            | [ 5 ] |
| 2022年5月1日 | 886人  | 25       | 2            | [ 6 ] |

## 学区
| 小学校名              | 町名 |
| --------------------- | --- |
| 矢作北小学校 （全域） | 舳越町、西大友町、森越町、橋目町字阿知賀、橋目町字請地、橋目町字牛転、橋目町字大向、橋目町字勘介屋敷、橋目町字御領田、橋目町字神田、橋目町字大師、橋目町字竹之内、橋目町字茶之木原、橋目町字辻田、橋目町字東遠山、橋目町字西遠山、橋目町字毘沙門、橋目町字長田、橋目町字戸井崎、橋目町字遠山、橋目町字恵香（1番地1～1番地8・2番地1～2番地4・3番地～9番地・31番地を除く。）、中園町字川成（岡崎城西高等学校南道路以北）、中園町字池田（9番地～28番地を除く。）、中園町字郷中、中園町字大ヱ、中園町字欠間、中園町字三天、中園町字東浦、中園町字前河原、中園町字六反、東大友町（字並木側を除く。） |
| 北野小学校 （全域）   | 北野町、小針町、橋目町（字馬之介、字恵香1番地1～1番地8・2番地1～2番地4・3番地～9番地・31番地、字奥新切、字御小屋、字御小屋西、字御茶屋、字御茶屋場、字瓦屋敷、字勘介山、字北新切、字北山、字北山野河原、字久々見、字下水通、字城畑、字新開、字新屋敷、字上保、字背戸、字中新切、字中水通、字西水通、字西家下、字八丁堀、字東水通、字間見曽、字南新切、字宮前、字屋敷、字家下、字柳ケ坪、字山野河原、字割塚） |
| 矢作東小学校 （一部） | 矢作町字市場・字加護畑・字金谷・字川乗・字北河原・字切戸・字祇園・字西林寺・字桜海道・字三反田・字下川成・字十兵衛荒井・字尊所・字高縄手・字堤塘拝借地・字出口・字土井城・字中道・字西河原・字猫田・字橋塚・字羽城・字馬場・字竊樹、字宝珠庵・字馬乗・字八剱・字割出、字小河原（国道1号線以南で主要地方岡崎・半田線以西の区域を除く。）、字池田（通称矢作5区を除く。）、字神居（通称矢作5区を除く。）、字堂佛（通称矢作5区を除く。）、中園町、渡町字大榎1番地～19番地7 |

## 沿革

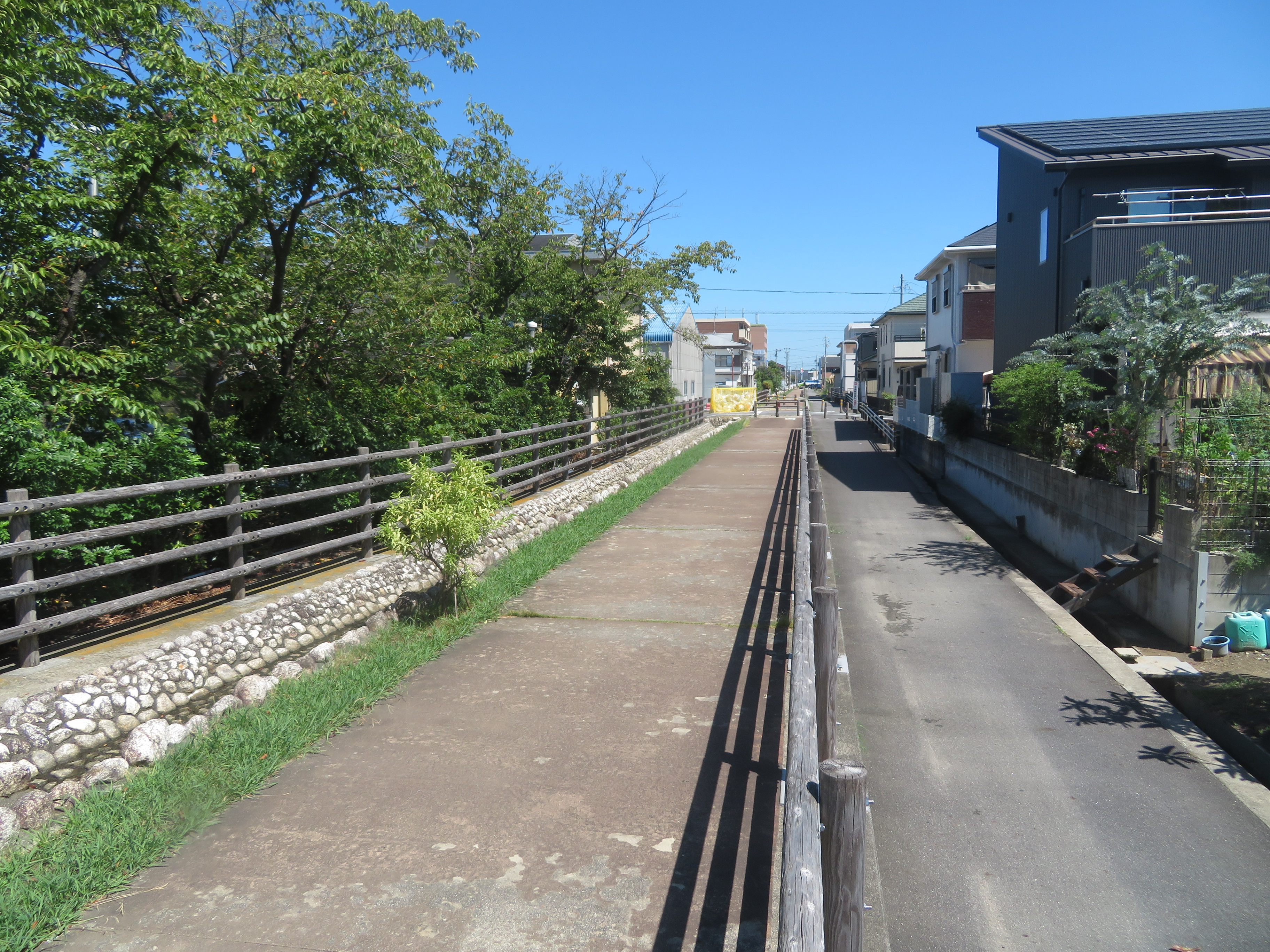
付近を通る長瀬遊歩道（東大友町）

岡崎市立矢作中学校の過大化にともない、1976年から矢作地区の中学校新設が議論され、岡崎市土地開発公社は東友町と中園町にまたがる土地2万5,445平方メートルを用地として確保した。新しく建てる中学校はひとまず「新矢作中学校」と名付けられた。
1980年1月、岡崎市八帖北町のK建設が敷地造成工事を落札。校舎建設工事は2工区に分けられることが、このころ内田喜久市長と市建築課の間で協議された。同年3月、市は同公社から用地を8億4,360万1,000円以内で購入。国庫補助金から市に対し、1980年から3年間で総額1億6,230万8,000円が分割して交付された。
同年4月28日、名古屋市の設計事務所が設計を落札。5月22日までに、岡崎市入札参加者審査委員会（委員長：小栗進助役）は、工事の指名競争入札の指名業者の審査を終えた。5月27日、東大友町のY組は、内田市長から校舎建設工事第1工区の指名業者入りを事前に知らされた。6月6日、市は第1工区の入札に参加する業者を指名選定。やはりY組は含まれていた。それから間もなく、Y組のY社長は内田から電話を受ける。設計価格の漏洩だった。内田が口にした金額にYは「参考にならんな」と思ったが、それは伏せて「わざわざありがとうございます」と礼を言った。Y組は、三和建設が受注した広幡小学校改築工事の建築単価を基準に、すでに入札価格の算定作業を進めていた。
5月下旬から6月初旬にかけて市は、仮称・新矢作中学校第1工区、同第2工区の新築工事のほか、羽根小学校、六ツ美北部小学校、愛宕小学校、大門小学校の増改築工事、三河武士のやかた家康館の新築工事の計7件の工事の発注を決めた。
入札の約2週間前、朝日新聞社岡崎支局に「新矢作中はY組とK建設で分け合う」との不穏な情報がもたらされた。予定価格2億6,188万4千円であった第1工区は6月17日に指名業者10社で入札され、Y組が2億6,100万円で落札した。第1工区よりさらにぴたりと一致したのたが第2工区だった。予定価格1億4,158万円であった第2工区は6月14日に指名業者10社で入札され、K建設が差額8万円の1億4,150万円で落札した。この時期に符合する形で、受注会社から、6月2日公示の第36回衆議院議員総選挙に立候補した内田の長男の内田康宏の選挙母体「明日の岡崎をきずく会」へ多額の献金が行われた。
同年6月23日、前日に執行された衆参同日選挙が開票され、内田康宏は次点で落選。内田市長は6月27日に公選法違反容疑で逮捕され、6月30日に辞職した。7月10日までの間に、岡崎市議会議員15人、選対委員長の中根薫県議、梅園学区総代会長らが同容疑で逮捕された。
同年7月8日、文部省の1980年度学校施設整備補助金が内定。新矢作中学校には3億1,658万5千円が下りることとなった。
市議会6月議会には、先に述べた7件の工事に加え、岡崎南部市民センターと3つの公営住宅の新築工事を合わせた計11件の工事請負契約議案が上程されたが、社公民3会派は最終日前日の7月11日、採決を棄権することを決めた。これにより一気に議案不成立の可能性が強まる。議案不成立の場合、当局側は（1）地方自治法179条に基づき専決処分によって議案どおり契約を結ぶ、（2）改めて再入札を行う、のいずれかをとることとなるが、愛知県地方課は「専決処分は避けるべき」との見解を示した。
頭を抱えたのは矢作中学校の教諭たちであった。この時点での同中学の生徒数は1,523人、36学級。鉄筋校舎2棟のほか、木造2棟とプレハブ7棟でしのいではいたが、プレハブの音楽室は名鉄名古屋本線の電車の騒音がまともに入り、音楽どころではなく、給食室も3カ所に分散し、理科室は2教室しかなかった。それに加えて次年度は新1年生が確実に600人を超えるため学校側は「学級増は5つ」と試算していた。新設校の「新矢作中学校」ができなければ特別教室がほぼ全滅になる見通しで、浅井教頭は「理科の実験はダメ、音楽はダメ、体育館も生徒全体が入りきれなくなるから生徒集会もダメ。もう教育とは言えません」と窮状を訴えた。
同年7月12日、午前10時に議会は開会。午前中の議案討論で、自民クラブ（出席12人）が賛成、自民党市議団（同3人）と共産党（同2人）が反対、社会党（同2人）と公明党（同4人）と民社クラブ（同5人、うち仮議長1人）が棄権の討論し、議案不成立は確実視された。ところが討論のあとの午前11時頃、議会事務局を通じて、前議長の岩瀬信一の辞職願が仮議長の渡辺五郎に出される。渡辺は11時16分、突然「暫時休憩いたします」と言い議会は中断。それから辞職願の取り扱いをめぐって議会は約4時間空転。この間に、愛知県地方課から改めて「議案が廃案になった場合、専決処分は好ましくない」との通知があり、社公民3会派の足並みが乱れてしまう。午後4時1分に議会は再開。工事請負契約11件の採決が一括して無記名投票で行われ、結果は賛成15、反対9、棄権3で可決。議案不成立は回避された。
同年8月20日、K建設のK社長は贈賄容疑で逮捕され、内田は収賄容疑で再逮捕された。また、両名の供述から、竜美ヶ丘土地区画整理事業地内の内田の私邸はK建設がワイロとして寄贈したものであることが判明した。市長初当選の翌年の1972年6月、K建設は大西町字広表（現・竜美旭町）の一角に、敷地約805平方メートル、延床面積約314平方メートルの木造2階建てかわらぶき住宅を建築し、内田に寄贈した。工費は当時の価格で7,000万円前後と言われ、以後も相当の余罪があるとみられたが、それらの多くは時効のため不問とされた。
8月28日、K建設は第2工区の工事を工期半ばで辞退した。工事は工事完成保証人の日名中町のS建設が引き継いだ。経営不振に陥ったK建設は9月4日、名古屋地裁岡崎支部に和議を申し立てた。負債額は約3億9,000万円。同日、S建設の社長が贈賄容疑で逮捕された。9月11日、Y組のY社長が内田に現金100万円を贈った容疑で逮捕された。Y組は工事を辞退せず、同日、市役所を訪れ「責任をもって完成をさせる」と告げた。
1981年4月1日、新矢作中学校改め矢作北中学校は無事開校した。学級数15、生徒数565人でスタートした。

## 部活動
- 野球部、ソフトボール部、陸上部、ソフトテニス部、卓球部、剣道部、柔道部、バレーボール部、バスケットボール部、水泳部、吹奏楽部、合唱部、手芸部、美術部、科学部、パソコン部。

- 女子ソフトボール部は、2009年愛知県大会で優勝し全国大会へ出場を果たした[37]。

- その他にも、剣道部男子、水泳部男女など様々な部が全国へ出場している。

## 交通アクセス
- 名鉄名古屋本線矢作橋駅から徒歩12分
- 名鉄バス・舳越町、あちか前バス停から徒歩−5分